# Sentís
Sentís és un poble ribagorçà del terme municipal de Sarroca de Bellera, al Pallars Jussà. Fins al 1972, però, era formava part de l'antic terme de Benés, de l'Alta Ribagorça.
Es troba 1,5 km al sud-oest del seu antic municipi, i prop del centre del sector nord-occidental d'aquell antic terme -igualment respecte de l'actual de Sarroca de Bellera-, prop del límit amb, actualment, el Pont de Suert. És a la Solana de Sant Quiri, sota i al sud-est del tossal d'aquest mateix nom.
Per poder-hi accedit, des de Sarroca de Bellera cap seguir cap al nord-oest la carretera L-521, i, al cap d'1 quilòmetre, quan està a punt d'entroncar amb la N-260, surt cap al nord una pista rural asfaltada que mena a Xerallo, Castellgermà i les Esglésies, on arriba en uns 3 quilòmetres. Des de les Esglésies, cal seguir la mateixa pista pel fons de la vall 1 km. cap al nord, fins que es troba el trencall cap a l'esquerra (sud-oest) de la pista que mena a Sentís en quasi 3,5 km. més.
El poble està dividit en dos grups de cases, el principal, en un coster, amb l'església parroquial, i el Raval, uns 200 metres al nord.
L'església de Sentís és dedicada a sant Julià. Es tracta d'una obra d'origen romànic, tot i que molt transformada, i caldria una actuació arqueològica per tal de veure exactament què en queda, de l'obra primitiva.
Sentís figurava en el cens del 1970 amb 16 habitants, que han quedat reduïts a 7 el 2005. Casa Sunyer és la darrera casa que ha quedat habitada al poble.

## Etimologia
Segons Joan Coromines (op. cit.), Sentís és un topònim d'origen bascoide llatinitzat en l'adjectiu senticeus (lloc embardissat), però que ja en l'alta edat mitjana confluí amb l'advocació cristiana antiga de Sant Tirs, present en aquest racó de la Ribagorça.

## Història
Pascual Madoz inclou Sentís en el seu Diccionario geográfico... del 1845. En principi, a l'apartat de Sentís només diu que és un dels tres que constitueixen el Batlliu de Sas. En l'apartat corresponent detalla els tres nuclis, i de Sentís diu que té 10 cases de mala fàbrica. Les malalties més comunes són cadarns, reumes i cadarns, produïdes pel clima fred i el variable del temps. També hi ha malalties gàstriques a causa de la mala alimentació. El terreny és àrid, trencat en totes les direccions, escabrós i de mala qualitat. S'hi conreaven 800 jornals, hi ha molt de bosc baix, així com oms, freixes i àlbers, alguns prats i pocs horts. Hi havia un molí fariner i alguns séquies per a regar els pocs horts existents en el terme. S'hi produïa blat, ordi, llegums, patates, hortalissa, fruita i pastures, amb les quals s'alimenta el bestiar de vaques, ovelles i cavalls. La població era de 8 veïns (caps de família) i 43 ànimes (habitants).
El cens del 1870 donava per a Sentís 16 habitants, que ja eren 8 el 1981. El 2005 es mantenien encara en 7.

## Festes i tradicions
Sentís és dels pobles que surten esmentats a les conegudes cobles d'en Payrot, fetes per un captaire fill de la Rua a mitjan segles XIX. Deia, en el tros de Sentís:
| «                | Als tres pobles del Batlliu (Sentís, Sas i Benés) Payrot no hi té habitada, perquè tothom se li'n riu i això no li pas agrada. Entre Pranera i Malpàs la digo, digo, digo, entre Pranera i Malpàs al mig troba Castellars. | » |
| — Payrot, Cobles | |   |

## Serveis turístics
El poble de Sentís té una certa oferta turística: els apartaments de Ca l'Abadia.